# Sejling Sogn
Sejling Sogn er et sogn i Silkeborg Provsti (Århus Stift).
I 1800-tallet var Sinding Sogn anneks til Sejling Sogn. Begge sogne hørte til Hids Herred i Viborg Amt. Sejling-Sinding sognekommune blev ved kommunalreformen i 1970 indlemmet i Silkeborg Kommune.
I Sejling Sogn ligger Sejling Kirke.
I sognet findes følgende autoriserede stednavne:
- Bjørnholt (bebyggelse)
- Ebstrup (bebyggelse, ejerlav)
- Sejling (bebyggelse, ejerlav)
- Sejling Hede (bebyggelse)
- Skægkær (bebyggelse)
- Urskov (bebyggelse)